# Igor Silva (Fußballspieler)
Igor Silva de Almeida (* 21. August 1996 in Niterói) ist ein brasilianischer Fußballspieler, der bei FC Lorient spielt.

## Karriere
Silva begann seine fußballerische Karriere beim Comercial FC in Brasilien. Dort spielte er insgesamt elfmal für die erste Mannschaft. Nach einer Leihe in die U19 wechselte er fest in die erste Mannschaft von Asteras Tripolis. Während seiner Leihe in der Saison 2015/16 spielte er 24 Mal in der U19 und traf elfmal. Am 19. September 2016 (4. Spieltag) spielte er das erste Mal im Profibereich, als er eine Halbzeit gegen PAOK Thessaloniki spielte. Bei einem 3:2-Sieg über AEK Athen schoss er in der Startelf stehend sein erstes Tor auf Profiebene und gab zudem eine Vorlage. Nach zwei Verletzungen gegen Saisonende kam er am Ende der Spielzeit auf 15 Ligaeinsätze und ein Tor. In der Spielzeit 2017/18 spielte er in der ersten griechischen Liga 14 Mal.
Im Sommer 2018 wechselte er zu Olympiakos Piräus nach Griechenland. Bei einem 4:0-Sieg über Panetolikos wurde er eingewechselt und debütierte somit für den griechischen Rekordmeister. Für seinen neuen Verein war dies jedoch einer von nur zwei Einsätzen. Ein halbes Jahr später wurde er nach Zypern an AEK Larnaka verliehen. Am 20. September 2018 debütierte er in der Europa League für seinen Leihverein bei einer 0:1-Niederlage gegen den FC Zürich. Vier Tage später (4. Spieltag) debütierte er gegen Omonia Nikosia in der Liga über die vollen 90 Minuten. Sein erstes Tor schoss er im ersten Spiel in der Meisterrunde, als er den entscheidenden Treffer bei einem 1:0-Sieg über AEL Limassol erzielte. Wettbewerbsübergreifend spielte er 2018/19 33 Mal, wobei er diesen einen Treffer schießen konnte und mit seinem Team den Pokal gewann. Nach seiner Rückkehr wurde er in die 1. HNL an den kroatischen Erstligisten NK Osijek verliehen. Bei einem 1:1-Unentschieden gegen den HNK Rijeka wurde er am fünften Spieltag spät eingewechselt und debütierte somit für Osijek. Einen Monat später (8. Spieltag) schoss er bei einem erneuten Unentschieden gegen den NK Varaždin sein erstes Tor in Kroatien. In der Liga spielte er in jener Saison 27 Mal und schoss das eine Tor. 2020/21 spielte er dort bereits 31 Mal in der höchsten kroatischen Spielklasse.
Im Sommer 2021 wechselte er in die Ligue 1 zum FC Lorient. Direkt am ersten Spieltag der Ligasaison 2021/22 stand er in der Startelf und debütierte somit gegen die AS Saint-Étienne für Lorient. In der gesamten Spielzeit war er einen Teil der Saison Stammspieler, kam aber nicht immer in der Startelf zum Einsatz.

## Erfolge
AEK Larnaka
- Zyprischer Pokalsieger: 2019